# Pogonatherum crinitum
Pogonatherum crinitum är en gräsart som först beskrevs av Carl Peter Thunberg, och fick sitt nu gällande namn av Carl Sigismund Kunth. Pogonatherum crinitum ingår i släktet Pogonatherum och familjen gräs. Inga underarter finns listade i Catalogue of Life.

## Bildgalleri

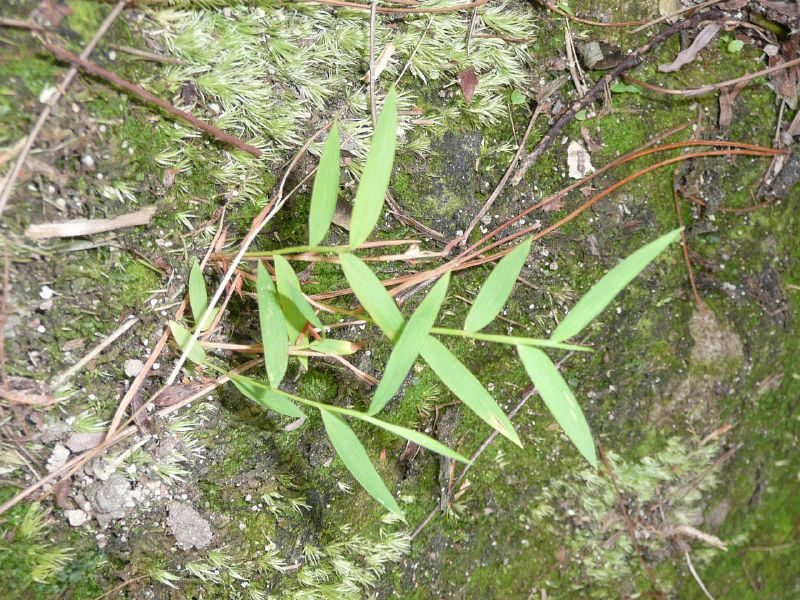